# Ольховка (Приморский край)
Ольхо́вка — село в Кировском районе Приморского края. Входит в состав Кировского городского поселения.

## География
Село Ольховка стоит в одном километре западнее автотрассы «Уссури», расстояние до районного центра посёлка Кировский (находится к северу по трассе «Уссури») около 14 км.

## Население
| 1915 | 1926 | 2002 | 2005 | 2010 |
| ---- | ---- | ---- | ---- | ---- |
| 828  | ↘682 | ↘318 | ↘314 | ↘229 |

## Улицы
| - ул. Ленинская, - ул. Луговая, - ул. Партизанская, - ул. Садовая, - пер. Школьный. |

## Экономика
Жители занимаются сельским хозяйством.

## Известные уроженцы
- Потапенко, Фёдор Иванович (1927—2000) — советский дипломат. Чрезвычайный и Полномочный Посол.
- Приходько, Назар Ксенофонтович (1915—1984) — советский военнослужащий, старшина, Герой Советского Союза.